# Martín Garrido Mayorga
Martín Gerardo Garrido Mayorga (Córdoba, 9 de novembre de 1974) és un ciclista argentí, professional del 1999 al 2009. Ha realitzat la major part de la seva carrera esportiva en equips portuguesos. Del seu palmarès destaca el Tour de San Luis de 2008.

## Palmarès
- 1999
  - Vencedor d'una etapa a la Volta a Veneçuela
- 2000
  - Vencedor d'una etapa a la Volta a Galícia
- 2001
  - Vencedor d'una etapa a la Volta a Múrcia
- 2004
  - Vencedor d'una etapa a la Volta a l'Algarve
- 2005
  - Vencedor d'una etapa al Tour de Normandia
  - Vencedor de 4 etapes a la Volta a Bulgària
- 2006
  - Vencedor d'una etapa a la Volta a Portugal
  - Vencedor d'una etapa a la Volta a Bulgària
- 2007
  - Vencedor d'una etapa a la Volta al Districte de Santarém
  - Vencedor d'una etapa a la Volta a Portugal
- 2008
  - 1r al Tour de San Luis i vencedor de 2 etapes
  - Vencedor d'una etapa als Boucles de la Mayenne
- 2009
  - Vencedor d'una etapa al Gran Premi Liberty Seguros